# Parathyreus fulvescens
Parathyreus fulvescens là một loài bọ cánh cứng trong họ Geotrupidae. Loài này được Blanchard miêu tả khoa học năm 1846.